# Christopher Jenner
Christopher Jenner (Upper Hutt, regió de Wellington, 3 de novembre de 1974) és un antic ciclista neozelandès, que es va naturalitzar francès el 2000. Fou professional entre 1998 i 2003. En el seu palmarès destaca el Tour de Wellington de l'any 2001.

## Palmarès
- 1997
  - 1r al Gran Premi de la ville de Buxerolles
- 1999
  - Vencedor d'una etapa del Tour de l'Ain
  - Vencedor d'una etapa del Tour de l'Avenir
- 2001
  - 1r al Tour de Wellington i vencedor de 2 etapes
- 2002
  - 1r a les Boucles de l'Aulne

### Resultats al Tour de França
- 2001. 139è de la classificació general

### Resultats al Giro d'Itàlia
- 2006. 99è de la classificació general

### Volta a Espanya
- 2005. Abandona
- 2006. 55è de la classificació general